# Постол, Виктор Васильевич
Виктор Васильевич Постол (укр. Віктор Васильович Постол; род. 16 января 1984, пгт. Великая Дымерка, Броварской район, Киевская область, Украинская ССР, СССР) — украинский боксёр-профессионал, выступающий в первой полусредней весовой категории (до 63,5 кг). Среди профессионалов бывший чемпион мира по версии WBC (2015—2016) в 1-м полусреднем весе.

## Профессиональная карьера
В 2007 году Виктор Постол принял решение перейти в профессионалы и подписать контракт с компанией Степана Черновецкого «Elite Boxing Promotion». Компания существует с 2005 года. Компания провела 217 поединков, 21 из которых — титульные. За «Elite Boxing Promotion» боксировали такие титулованные бойцы, как экс-чемпион мира WBA в легчайшем весе Владимир Сидоренко, претендент на мировой титул WBA в среднем весе Автандил Хурцидзе, топовый тяжеловес Дмитрий Кучер и чемпион Европы по версии EBA в легкой весовой категории Валентин Куц, а также ряд подающих надежды проспектов, включая Олега Малиновского, Марата Кулумбегова, Илью Примака, Данияра Ганыка, Тимура Ахундова и других.
В 2012 году Постол победил по очкам американца, Демаркуса Корли.
17 мая 2014 года Постол завоевал статус обязательного претендента на чемпионский титул, нокаутировав турка, Сельчука Айдына.
18 декабря 2011 года в Запорожье во Дворце спорта состоялся бой за вакантный титул WBC International Silver между многообещающим боксер «Elite Boxing Promotion» Виктором Постолом (16-0, 8 КО) и российским боксером Кареном Тевосяном (19-4-3, 10 КО). Результат этого боя — победа Постола единогласным решением с разгромным счётом: 120—107 (дважды) и 119—108. Таким образов Виктор завоевал свой первый титул, первый пояс. Позднее Виктор в интервью не раз признавался, что именно тогда понял, что он может и должен стать чемпионом мира.
27 июня 2012 года в Киеве чемпион провел первую защиту титула одержав уверенную победу единогласным решением судей над Иваном Менди (25-3-1, 13 КО) из Франции. По итогам двенадцати раундов все судьи оценили встречу 117—111 в пользу украинца.
27 октября 2012 года в главном событии боксерского вечера в киевском спорткомплексе «SportLife» в очень упорном бою Виктор Постол (20-0, 9 КО) одержал свою главную на тот момент в карьере победу над экс-чемпионом мира американцем ДеМаркусом Корли (39-20-1, 23 КО). Постол осторожно действовал в первой трети поединка, и в начальных раундах преимущество было за Корли. Но по ходу встречи украинец начал действовать более активно, а осторожный Чоп-Чоп не стал идти на обострение. Наиболее успешно Постол пользовался джэбом, Корли же лучшего всего удавались удары навстречу после уклонов. Заключительные два раунда противники провели в более открытой манере, и в разменах преимущество было на стороне Постола.
Поединок продлился все отведенные двенадцать раундов, по результату которых судьи насчитали дважды 118—110 и 117—112 в пользу Постола. Таким образом, Постол защитил принадлежащий ему титул WBC International Silver в суперлегком весе.
21 марта 2013 года Виктор Постол (22-0, 10 КО) одержал победу единогласным решением судей над Генри Ланди (22-3-1, 11 КО) и стал обладателем титула интернационального чемпиона WBC в суперлегком весе. Постол был более точен в своих атаках, активно используя джэб. Ланди пытался ловить противника на контратаках и до конца боя не решался на обострение. Лишь в заключительных раундах американец пошёл вперед и лучше смотрелся под конец встречи. Этого, однако, оказалось недостаточно для того, чтобы выиграть. Счёт судейских записок по итогам двенадцати раундов: 116—113, 116—112 и 117—112 в пользу Постола.
3 октября 2013 года интернациональный чемпион WBC в суперлегком весе Виктор Постол одержал победу единогласным решением судей над Игнасио Мендосой, защитив, таким образом, принадлежащий ему титул. Счёт судейских записок: дважды 119—108 и 118—109. По ходу поединка с Мендосы был снят один балл за опасные действия головой.

### Чемпионский бой с Лукасом Матиссе
3 октября 2015 года, состоялся бой за вакантный чемпионский пояс WBC между украинцем Виктором Постолом, и нокаутером аргентинцем, Лукасом Матиссе. Виктор умело пользовался прямолинейностью действий соперника и работал на опережение, регулярно ставил фаворита поединка в тупик. Превосходство Постола стало ощутимо расти после 7-го раунда. В 10-й трёхминутке прицельный удар Виктора справа усадил аргентинца на настил ринга, и Маттиссе, держась за глаз, не стал подниматься до окончания счёта рефери.

### Объединенный поденок с Теренсом Кроуфордом
23 июля 2016 года в Лас-Вегасе (США) встретился с 28-летним чемпионом WBO Теренсом Кроуфордом. Начало боя было пассивным и не отличалось зрелищностью. Бойцы присматривались и не рисковали. До 5-го раунда ход боя был равным. В 5-й трехминутке Кроуфорду удалось дважды послать украинца в нокдаун. Последующие раунды уже проходили с преимуществом американца. Кроуфорд был точен и разнообразен, Постол потерял нить боя, в 11-м раунде с него сняли очко за удары по затылку. Итоговый счёт:118-107 дважды и 117-108. Кроуфорд объединил пояса.

### Бой с Джамшидбеком Наджмиддиновым
Вернулся через год 16 сентября в Киеве в бою против небитого представителя Узбекистана Наджмиддинова. Постол работал через джеб, узбек взрывался мощными контратаками одна из которых в 5-м раунде оказалась результативной - Постол оказался в тяжёлом нокдауне и выживал до конца трехминутки. Последующие раунды прошли под контролем Постола и бой завершился победой украинца: 98-92 и 97-92 дважды.

### Бой с Джошем Тейлором
9 марта 2018 года Постол должен был сразится с Реджисом Прогрейсом за титул временного чемпиона WBC, но бой сорвался из-за травмы украинца. Следующий шанс представился 23 июня в Глазго (Шотландия) в бою с небитым проспектом Джошем Тейлором (13-0, 11 КО). Бой выдался зрелищным и богатым на события. Все 12 раундов боксеры показывали открытый бокс. Украинец работал от джеба и жестко встречал идущего вперёд шотландца. Первая половина боя осталась уверенно за Постолом. В 8-м раунде Тейлор понимая, что даже домашние судьи не могут гарантировать ему победу в таком бою пошел ва-банк. Более свежий Тейлор уверенно забрал 8-й и 9-й отрезки. В 10-м раунде Постол оказался в нокдауне от удара в висок левым боковым. Постол смог подняться, но чемпионские раунды были им проиграны. Все трое судей щедро посчитали своему боксеру: 117-110, 118-110, 119-108. Счёт критиковался даже стороной Джоша Тейлора, так, например, менеджер шотландца Барри Макгуиган высказал мнение о более близком счёте.

### Бой с Мохамедом Мимун
27 апреля 2019 года в Лас-Вегасе состоялся бой с французским боксером Мохамедом Мимун. В четвёртом раунде французского боксера от нокдауна спасли канаты. В итоге единогласным решением судей победил украинец: 98-92, 97-93, 99-91. После боя Постол стал официальным претендентом на титул WBC в полусреднем весе.

### Бой с Андресом Техадой
25 января 2025 года в киевском Дворце спорта  в соглавном событии проаёл бой с опытным аргентинцем Андресом Техадой. Результат: победа Виктора Постола единогласным решением судей.

## Статистика профессиональных боёв
В таблице перечислены результаты всех поединков боксёров.
В каждой строке указан результат поединка. Дополнительно номер поединка обозначен цветом, который обозначает итог поединка. Расшифровка обозначений и цветов представлена в нижеследующей таблице.
| Пример | Расшифровка                     |
| ------ | ------------------------------- |
|        | Победа                          |
|        | Ничья                           |
|        | Поражение                       |
|        | Планируемый поединок            |
|        | Поединок признан несостоявшимся |
| КО     | Нокаут                          |
| ТКО    | Технический нокаут              |
| PTS    | Решение судей (по очкам)        |
| UD     | Единогласное решение судей      |
| MD     | Решение большинства судей       |
| SD     | Раздельное решение судей        |
| RTD    | Отказ от продолжения боя        |
| DQ     | Дисквалификация                 |
| NC     | Поединок признан несостоявшимся |

| 37 поединков, 32 победы (12 нокаутом), 5 поражений. | 37 поединков, 32 победы (12 нокаутом), 5 поражений. | 37 поединков, 32 победы (12 нокаутом), 5 поражений. | 37 поединков, 32 победы (12 нокаутом), 5 поражений. | 37 поединков, 32 победы (12 нокаутом), 5 поражений. | 37 поединков, 32 победы (12 нокаутом), 5 поражений. | 37 поединков, 32 победы (12 нокаутом), 5 поражений. |
| Бой                                                 | Рекорд                                              | Дата                                                | Соперник                                            | Место боя                                           | Результат                                           | Комментарии |
| --------------------------------------------------- | --------------------------------------------------- | --------------------------------------------------- | --------------------------------------------------- | --------------------------------------------------- | --------------------------------------------------- | --- |
| 37                                                  | 32-5                                                | 25 января 2025                                      | Андрес Техада (13-4-2)                              | Дворец спорта, Киев, Украина                        | UD 12                                               | |
| 36                                                  | 31-5                                                | 15 июля 2023                                        | Элвис Родригес (14-1-1)                             | Cosmopolitan of Las Vegas, Парадайс, Невада, США    | TKO 7 (10)                                          | |
| 35                                                  | 31-4                                                | 26 февраля 2022                                     | Гэри Антуан Расселл (14-0)                          | Cosmopolitan of Las Vegas, Парадайс, Невада, США    | TKO 10 (10)                                         | |
| 34                                                  | 31-3                                                | 29 августа 2020                                     | Хосе Рамирес (25-0)                                 | MGM Grand, Лас-Вегас, Невада, США                   | MD 12                                               | Бой за титул чемпиона мира по версиям WBC (4-я защита Рамиреса) и WBO (-я защита Рамиреса) в 1-м полусреднем весе. Счёт судей: 113-115, 114-114, 112-116. |
| 33                                                  | 31-2                                                | 27 апреля 2019                                      | Мохамед Мимун (21-2)                                | Cosmopolitan of Las Vegas, Лас-Вегас, Невада, США   | UD 10                                               | Счёт судей: 98-92, 97-93, 99-91. |
| 32                                                  | 30-2                                                | 3 ноября 2018                                       | Сиар Озгул (14-1)                                   | SSE Hydro, Глазго, Шотландия, Великобритания        | PTS 10                                              | Счёт судей: 99-91. |
| 31                                                  | 29-2                                                | 23 июня 2018                                        | Джош Тейлор (12-0)                                  | SSE Hydro, Глазго, Шотландия, Великобритания        | UD 12                                               | Бой за титул чемпиона по версии WBC Silver в 1-м полусреднем весе. Счёт: 110-117, 110-118, 108-119.                                                       |
| 30                                                  | 29-1                                                | 16 сентября 2017                                    | Джамшидбек Наджмиддинов (14-0)                      | Киев, Украина                                       | UD 10                                               | Постол в нокдауне в 5-м раунде. Счёт судей: 98-92, 97-92, 97-92.                                                                                          |
| 29                                                  | 28-1                                                | 23 июля 2016                                        | Теренс Кроуфорд (28-0)                              | MGM Grand, Лас-Вегас, Невада, США                   | UD 12                                               | Проиграл объединительный бой за титулы чемпиона мира по версиям WBC и WBO в 1-м полусреднем весе. Счёт: 107-118, 108-117, 107-118.                        |
| 28                                                  | 28-0                                                | 3 октября 2015                                      | Лукас Мартин Матиссе (37-3)                         | StubHub Center, Карсон, Калифорния, США             | KO 10 (12)                                          | Завоевал вакантный титул чемпиона мира по версии WBC в 1-м полусреднем весе.                                                                              |
| 27                                                  | 27-0                                                | 11 апреля 2015                                      | Джейк Гьюрисео (17-2-1)                             | Барклайс-центр, Нью-Йорк, штат Нью-Йорк, США        | UD 8                                                | Счёт судей: 80-72, 80-72, 79-73. |
| 26                                                  | 26-0                                                | 17 мая 2014                                         | Айдын Сельчук (26-2)                                | Инглвуд, Калифорния, США                            | KO 11 (12)                                          | Завоевал право быть обязательным претендентом на бой за титул чемпиона мира по версии WBC.                                                                |
| 25                                                  | 25-0                                                | 26 декабря 2013                                     | Бехзод Набиев (22-6-1)                              | Киев, Украина                                       | UD 10                                               | Счёт судей: 100-87 трижды. |
| 24                                                  | 24-0                                                | 3 октября 2013                                      | Игнасио Мендоса (38-7-2)                            | Киев, Украина                                       | UD 12                                               | Защитил титул WBC International. Счёт судей: 119-108, 118-109, 119-108.                                                                                   |
| 23                                                  | 23-0                                                | 29 мая 2013                                         | Бахром Пайозов (21-2)                               | Киев, Украина                                       | UD 8                                                | Счёт судей: 79-73, 80-72, 78-74. |
| 22                                                  | 22-0                                                | 21 марта 2013                                       | Генри Ланди (22-2-1)                                | Киев, Украина                                       | UD 12                                               | Завоевал вакантный титул WBC International. Счёт судей: 116-113, 116-112, 116-112.                                                                        |
| 21                                                  | 21-0                                                | 22 декабря 2012                                     | Генри Эурэд (14-5-1)                                | Инглвуд, Калифорния, США                            | KO 1 (8)                                            | Рейтинговый бой в первом полусреднем весе. |
| 20                                                  | 20-0                                                | 27 октября 2012                                     | ДеМаркус Корли (39-19-1)                            | Киев, Украина                                       | UD 12                                               | Защита титула WBC International Silver. Счёт судей: 118-110 дважды, 117-112.                                                                              |
| 19                                                  | 19-0                                                | 27 июня 2012                                        | Иван Менди (25-2-1)                                 | Киев, Украина                                       | UD 12                                               | Защита титула WBC International Silver. Счёт судей: 117-111 дважды, 118-110.                                                                              |
| 18                                                  | 18-0                                                | 27 апреля 2012                                      | Хосе Лопез (15-1-1)                                 | Киев, Украина                                       | UD 10                                               | Рейтинговый бой в первом полусреднем весе. Счёт судей: 98-93 дважды, 99-92.                                                                               |
| 17                                                  | 17-0                                                | 26 февраля 2012                                     | Артем Айвазиди (10-2-0)                             | Киев, Украина                                       | RTD 5 (8)                                           | Рейтинговый бой в первом полусреднем весе. |
| 16                                                  | 16-0                                                | 18 декабря 2011                                     | Карен Тевосян (19-3-3)                              | Запорожье, Украина                                  | UD 12                                               | Завоевал вакантный титул WBC International Silver. Счёт судей: 120-107 дважды, 119-107.                                                                   |
| Бой                                                 | Рекорд                                              | Дата                                                | Соперник                                            | Место боя                                           | Результат                                           | Комментарии |